# Sandalfon

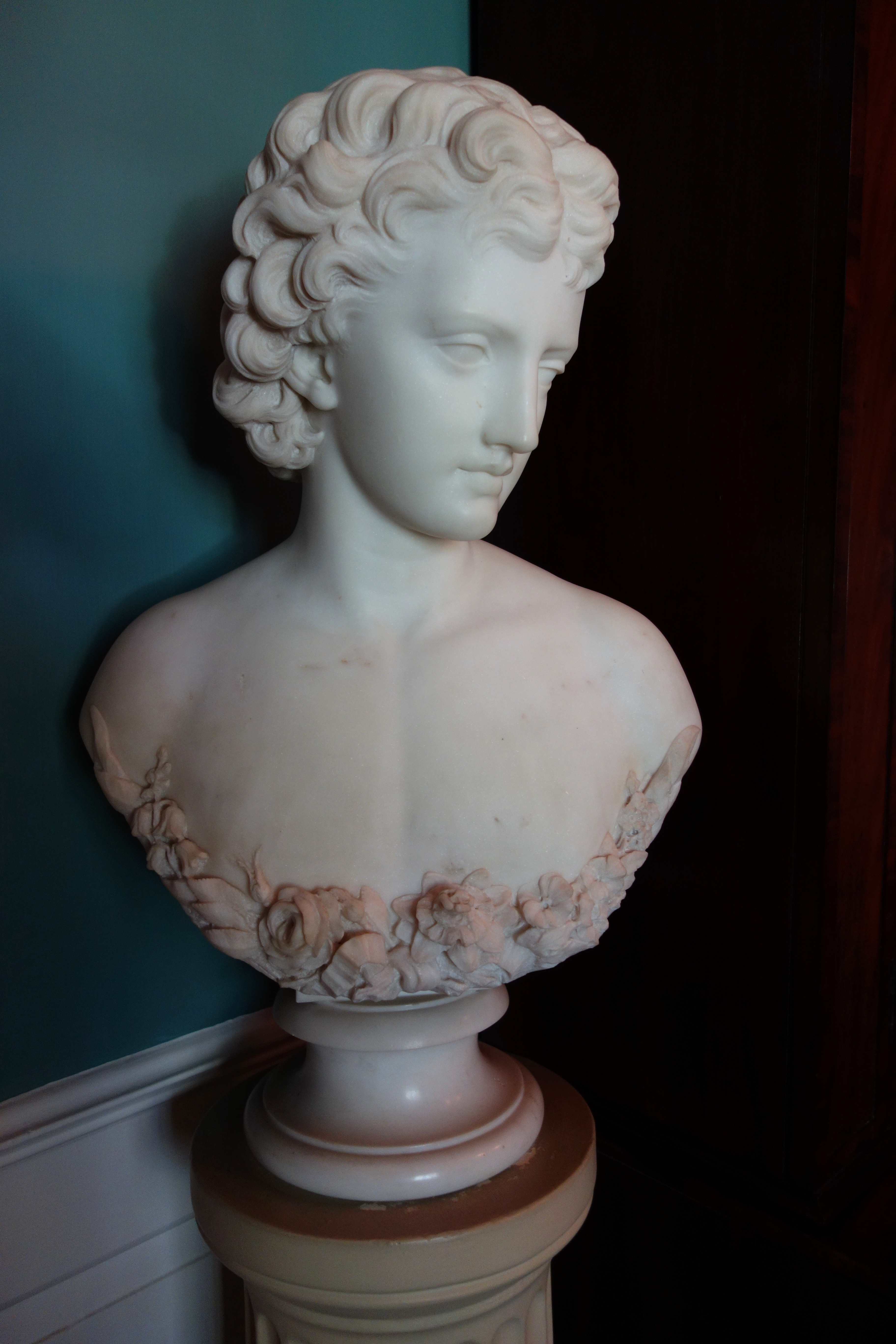
Escultura Sandalfon de Florence Freeman.

Sandalfon (em hebraico:  סנדלפון, em grego:  Σανδαλφών) é um arcanjo presentes nas religiões judaica e cristã.

## Etimologia
O nome Sandalphon parece ter vindo do hebraico, mas sua origem não é certa.[carece de fontes?] Possivelmente ela veio do grego sandalion, que significa "sandália"; sendo assim "aquele que usa sandálias". Também existe outra possibilidade na língua grega, a derivação do prefixo sym-/syn-, que significa "juntos", e adelphos, que significa "irmão"; sendo assim, a sua tradução seria "Irmãos Unidos" (ou no uso moderno da palavra grega para "co-irmão" ou "co-trabalhador", synadelfos (συνάδελφος), tem o mesmo significado). O seu significado provavelmente faz referências à relação com Metatron, cuja derivação também é incerta, embora tenha algumas influências semitas.

## Origem
O anjo é associado ao Profeta Elias, o qual teria sido elevado à condição angélica quando ascendeu finalmente ao céu. Considerado irmão de Metatron, sendo sua contraparte, e em alguns textos é associado ao anjo Samael, pois, o «anjo negro» ou «anjo da escuritude».